# HD 30397
HD 30397，又名CD-34 1859，SAO 195275、HR 1524，是一颗恒星，视星等为6.86，位于銀經235.96，銀緯-39.75，其B1900.0坐标为赤經4h 42m 7.5s，赤緯-34° -39.75′ 13″。